# Distretto di Lhuntse
Lhuntse è uno dei 20 distretti (dzongkhag) che costituiscono il Bhutan. Il distretto appartiene al dzongdey orientale.

## Municipalità
Il distretto consta di otto  gewog (raggruppamenti di villaggi):
- gewog di Gangzur
- gewog di Jaray
- gewog di Khoma
- gewog di Kurtoe
- gewog di Menbi
- gewog di Metsho
- gewog di Minjay
- gewog di Tsenkhar